# Политички гласник
Политички гласник је часопис који је излазио једном недељно, у периоду од 1925. до 1927. године у Београду. Био је то политички часопис, који је критички обрађивао све актуелне политичке теме, како домаће, тако и иностране.
Политички гласник је кренут, да сваке недеље, у кратким и живим написима прати политички живот у његовим не само јавним него и скривеним односима, бележећи све његове занимљивости и анегдоте, и износећи пред јавност закулисни рад странака и политичара.
Уредник и директор овог часописа био је Момир Николић, а власник Ђорђе Перић. Један од уредника био је такође и др Владислав Стакић. Часопис је штампала Задруга штампарских радника Родољуб, која се налазила у Кнез Михаиловој улици број 3, као и Штампарија С. Милетић у Косовској улици број 11, обе су се налазиле Београду. Администрација часописа налазила на Теразијама број 5.

## Претплата
Претплата је у почетку износила 20 динара за месец дана, 55 динара за три месеца и 100 динара за пола године. Политички гласник су читаоци могли да купе и у књижарама и продавницама новина, а цена појединачног примерка била је 5 динара. Због великог броја читалаца, уредништво је успело да од новембра 1926. године смањи цену претплате, што је био редак случај у домаћој штампи. Претплата је од тада износила 12 динара за месец дана, 60 динара за пола године, 110 динара за целу годину, док је појединачни број био 3 динара. Међутим, већ наредне године цена претплате ће поскупети на 20 динара за месец дана, 110 за шест месеци и 200 динара за годину дана, а појединачан број ће поново коштати 5 динара.